# Menace du stéréotype
Vous lisez un « bon article » labellisé en 2013.

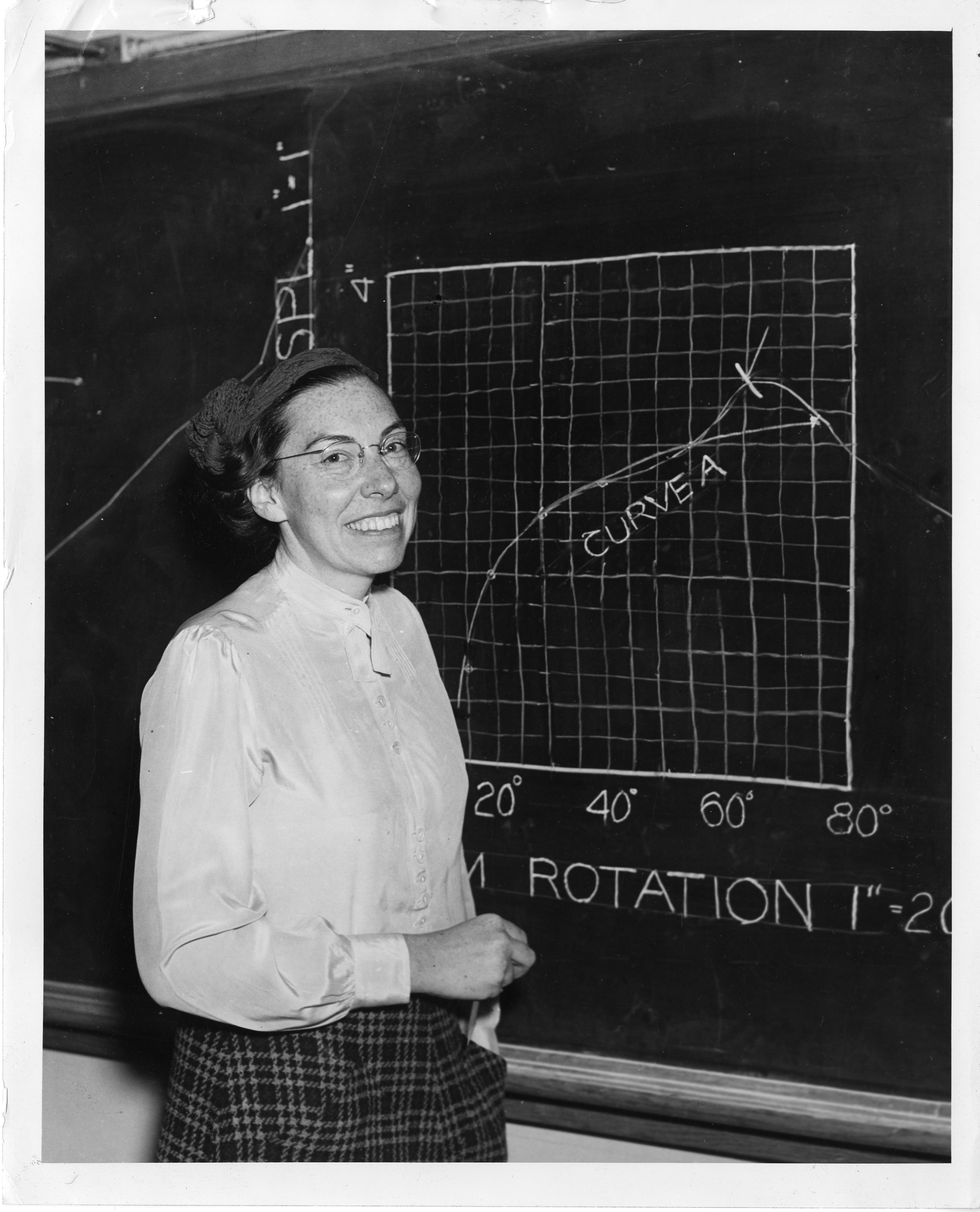
Les femmes et les mathématiques, un exemple de stéréotype négatif démotivant.

La menace du stéréotype est l'effet d'un stéréotype ou d'un préjugé sur une personne appartenant à un groupe visé par ce préjugé : dans une situation où il s'applique,  où il risquerait de se manifester, cette personne se sent jugée et éprouve des sentiments d'anxiété ou d'insécurité. De plus, une personne victime de préjugé a souvent peur de le confirmer elle-même et d'ainsi nuire à son groupe. Par exemple, si une femme joue aux fléchettes avec des amis masculins, alors qu'un stéréotype dit que les femmes ont des difficultés à viser, le malaise qui s'ensuit a un impact sur ses facultés, si bien qu'elle risque effectivement de réussir moins bien. Le préjugé est donc une sorte de prophétie auto-réalisatrice. On peut illustrer la chose par une plaisanterie de la forme :

« Si un homme se montre mauvais aux fléchettes (ou en maths, ou à trouver son chemin), c'est parce qu'il n'est pas doué ; si une femme s'y montre mauvaise, c'est parce que c'est une femme. »

Ce phénomène a été mis en évidence par Claude Steele et Joshua Aronson en 1995. Ceux-ci s'intéressaient aux causes de l'échec scolaire des minorités ethniques telles que les Afro-Américains, car il existe aux États-Unis un stéréotype selon lequel ils seraient moins intelligents que les Blancs. Steele et Aronson se sont dès lors intéressés à l'impact que cette croyance pouvait avoir sur la performance intellectuelle des Noirs. Depuis, c'est une des notions les plus étudiées en psychologie sociale : en effet, son application est très large car de nombreux domaines et groupes sociaux sont visés par des préjugés, si bien que la menace du stéréotype est susceptible d'affecter très fréquemment la vie d'un grand nombre de gens. Mais la reconnaissance de stéréotypes est très dépendante du contexte, et certaines stratégies permettent d'aller à son encontre.
Des études diverses tendent à largement soutenir l'existence de la menace du stéréotype, ainsi que son inverse, que les gens réussissent mieux en son absence : par exemple, lorsqu'on présente une tâche scolaire comme du dessin plutôt que de la géométrie, les filles réussissent aussi bien voire mieux que les garçons. Cependant, le concept fait aussi l'objet de critiques. Pour certains chercheurs, les preuves avancées sont faibles voire non significatives. De plus, ce domaine de recherche peut faire l'objet de biais de publication.

## Premières recherches
La première étude de la menace du stéréotype, dans un article de Steele et Aronson, date de 1995. Ils désiraient découvrir l'origine des faibles performances scolaires de certaines minorités ethniques. Ils sont partis de l'idée qu'un stéréotype négatif pouvait intervenir dans la mesure où la crainte de le confirmer comme une réelle caractéristique, induirait une diminution des performances dans le domaine concerné par le stéréotype. Cette diminution de performance conduirait ensuite à renforcer rétroactivement le stéréotype. Steele et Aronson ont cherché à vérifier cette idée à propos des étudiants afro-américains qui, selon le stéréotype sur le groupe ethnique, auraient des capacités intellectuelles plus faibles que les autres. Différentes expériences ont confirmé que les participants afro-américains rendus plus vulnérables au jugement par des stéréotypes négatifs sur leur capacité intellectuelle voyaient leur performance diminuée dans un test standardisé.

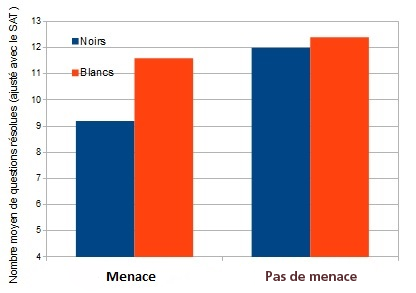
Expérience de Steele et Aronson : résultats du test de performances. Les scores sont ajustés en fonction des résultats au SAT Reasoning Test.

Durant une première expérience, les étudiants blancs et noirs ont passé un test de compétence verbale d'une difficulté assez élevée. Les participants étaient répartis dans trois conditions. Dans la condition « menace », le test était décrit comme une mesure de la capacité intellectuelle, le stéréotype racial étant ainsi rendu pertinent. Les deux autres conditions (« pas de menace » et « défi ») n'activaient pas la menace du stéréotype car elles ne rendaient pas le stéréotype racial pertinent pour la situation. Dans un cas, le test était décrit comme une tâche de résolution de problème (condition « pas de menace »). Dans l'autre, les participants étaient incités à voir le test difficile comme un défi (condition « défi »). Les auteurs se sont demandé si le fait de souligner le défi inhérent à un test difficile pouvait augmenter la motivation et la performance des participants. Comme ils l'avaient prédit, les auteurs ont montré que les participants noirs réalisaient une moins bonne performance lorsque le test était présenté comme mesurant leur compétence intellectuelle alors que ce n'était pas le cas des étudiants blancs.
Dans une deuxième expérience, les auteurs ont voulu tester la possibilité que l'anxiété soit médiatrice de la menace du stéréotype. De plus, ils ont voulu mesurer l'impact de la menace du stéréotype sur le temps passé sur les questions afin de mesurer l'impact de l'anxiété sur le temps passé sur celles-ci. Les résultats de cette étude ont permis de valider ceux de l'expérience précédente et ont aussi montré que la menace du stéréotype augmentait le temps passé sur chaque question. Par contre, l'expérience n'a pas pu valider le fait que l'anxiété soit une médiatrice de la menace du stéréotype.
Le but d'une troisième expérience était de vérifier que l'annonce d'un test comme étant diagnostique des capacités intellectuelles amenait bien les groupes affectés par le stéréotype négatif à penser à celui-ci. En effet, comparés aux participants des autres conditions, les participants noirs qui s'attendaient à être évalués sur leur capacité intellectuelle, ont montré une activation cognitive plus importante concernant les stéréotypes raciaux et leurs capacités intellectuelles. Ils ont aussi eu une plus grande tendance à éviter les préférences racialement associées à un stéréotype et à avancer des justifications pour leurs performances.
Au moyen d'une dernière expérience, les auteurs ont montré qu'il suffisait de stimuler l'identité raciale des participants noirs pour diminuer leur performance dans une tâche verbale difficile.
À la suite de ces expériences, les médias et la littérature scientifique ont conclu à tort que l'élimination de la menace du stéréotype permettrait d'éliminer les différences de performance entre les Américains blancs et les Américains noirs. En effet, Sackett, Chaitra, Hardison et Cullen ont souligné que dans la condition où la menace du stéréotype était supprimée, il restait un écart important entre les performances des deux groupes. Cependant, cette conclusion était une mauvaise interprétation des résultats de Steele et Aronson.

## Domaines et groupes touchés par la menace du stéréotype
Différentes études menées avec des groupes d'individus totalement hétérogènes les uns par rapport aux autres ont été menées et ce afin de montrer que la menace du stéréotype est un phénomène touchant différents groupes en fonction du contexte.

### Minorités ethniques et intelligence
La première expérience comparant les Américains blancs et les Américains noirs a été réalisée à Stanford, une université d'élite. Cette expérience a été répliquée plusieurs fois dans d'autres universités moins prestigieuses, ainsi qu'avec d'autres groupes ethniques minoritaires comme les Latino-Américains dans les universités prestigieuses et chez les adolescents.

### Femmes et mathématiques
Quand une femme passe un test en mathématiques, son résultat peut être affecté par le stéréotype selon lequel les femmes ont des capacités en mathématiques inférieures à celles des hommes,. Cette conséquence de la menace du stéréotype a été démontrée par Spencer, Steele et Quinn en 1999. De plus, les résultats ont montré que le stéréotype n'intervenait pas quand il était précisé au préalable que les femmes réussissaient le test aussi bien que les hommes. Ensuite, seules les performances dans ce domaine sont affectées : un test en anglais de difficulté équivalente est tout aussi bien réussi par les femmes que par les hommes. Enfin, si le test en mathématiques est facile, les femmes ne seront pas non plus influencées par la menace.
Dans une première expérience, les participants, sélectionnés pour leur haut niveau en mathématiques, effectuaient des tests faciles ou difficiles. Les résultats ont montré que la performance des femmes était inférieure mais uniquement lorsque les tests étaient difficiles. Si ces résultats sont cohérents avec les effets de la menace du stéréotype, des interprétations alternatives sont possibles. Dans une seconde expérience, tous les participants ont effectué un test difficile mais dans des conditions différentes : certains pouvaient lire que ce test avait déjà montré une différence entre les femmes et les hommes ; les autres, que ce test ne montrait pas de différence. Les résultats ont confirmé l'effet de la menace : la performance des femmes était inférieure à celle des hommes lorsqu'elles pensaient que le test révélait des différences.
La majorité des expériences sur la menace du stéréotype ayant été réalisée en laboratoire, certains chercheurs français, en particulier Huguet et Régner, se sont demandé si les écolières étaient influencées par la menace du stéréotype en classe. Pour cela, ils ont comparé les performances d'élèves de 10 à 12 ans dans la tâche figure complexe de Rey-Osterrieth : elle était présentée comme un test de géométrie ou comme un jeu de mémorisation et les élèves étaient sélectionnés pour leur compétence et leur intérêt en  mathématiques. Les résultats ont montré que seule la performance des jeunes filles était inférieure lorsque la tâche était présentée comme un test de géométrie. Dans une deuxième expérience, les élèves effectuaient la même tâche en présence d'autres élèves, soit des garçons, soit uniquement des filles. Dans ce cas, la performance des filles n'était influencée par la menace du stéréotype qu'en situation de mixité.
Les expériences sur la menace du stéréotype concernant les femmes et les mathématiques ont été répliquées à de nombreuses reprises. La menace du stéréotype est considérée comme une explication possible de la faible représentation des femmes dans les domaines scientifiques et mathématiques.
Cependant, Gijsbert Stoet et David C. Geary (2012) estiment que les recherches sur la menace du stéréotype présentent de nombreux problèmes méthodologiques tels que l'absence de groupe contrôle. Ils insistent le fait que la menace du stéréotype ne leur semble pas être le facteur explicatif principal de la différence de performance entre femmes et hommes dans le domaine des mathématiques. D'autres auteurs ont pu mettre en évidence des différences de performance en mathématiques entre les genres, indépendamment de la menace du stéréotype. De plus, ils n'ont trouvé aucune preuve que la performance en mathématiques des étudiantes puisse être affectée par la menace du stéréotype.

### Classe sociale et intelligence
Considérant que les étudiants de milieu socialement défavorisé réussissent moins bien à l'école que ceux appartenant à une famille aisée, de même qu'ils obtiennent des résultats inférieurs dans les tâches intellectuelles, Croizet et Claire (1998) se sont demandé si la menace du stéréotype pouvait être en cause. Pour cela, la performance à une tâche verbale difficile d'étudiants de bas et de haut statut social a été mesurée dans deux conditions différentes. Pour la moitié des étudiants (condition diagnostique), le but de l'étude était de mesurer la capacité intellectuelle à résoudre des problèmes verbaux. Pour l'autre (condition non diagnostique), le but était de tester plusieurs hypothèses sur le rôle de l'attention dans le fonctionnement de la mémoire lexicale. Les résultats ont montré que dans la condition diagnostique, les étudiants de faible statut social avaient des performances moins bonnes que les autres étudiants alors que ce n'était pas le cas dans la condition non diagnostique. Ceci conduit à contester le stéréotype selon lequel l'intelligence varie d'un milieu social à l'autre.

### Performance athlétique des Blancs
Les Blancs peuvent aussi être victimes des stéréotypes, en particulier de celui qui considère les aptitudes athlétiques des sportifs blancs comme inférieures. Lorsque les athlètes blancs sont conscients de ce stéréotype, leurs performances sont amoindries ainsi que l'ont vérifié, Stone, Lynch, Sjomeling et Darley (1999) à propos des performances au golf d'étudiants blancs et noirs dans deux contextes différents, plus particulièrement dans le cas de l'élite sportive de l'université d'Arizona. Dans un cas, l'exercice de golf était présenté comme un test mesurant des facteurs personnels corrélé avec les aptitudes athlétiques. Dans l'autre, il était présenté comme un test mesurant des facteurs liés à l'aptitude à élaborer des stratégies durant une performance athlétique. Cette expérience a montré que les Noirs obtenaient de meilleures performances lorsqu'ils pensaient que leur aptitude sportive était évaluée, alors que la performance des Blancs était meilleure s'ils se croyaient évalués dans leur intelligence stratégique.
La menace du stéréotype est plus sensible chez les personnes chez lesquelles la performance sportive est importante pour l'estime de soi. Les facteurs contextuels peuvent permettre de réduire l'impact négatif des stéréotypes.

### Personnes âgées et mémoire

Personne âgée en test de mémoire.

Un stéréotype couramment partagé, par les jeunes comme par les personnes plus âgées, qui contribue à l'âgisme, est que la mémorisation décline toujours fortement avec l'âge. Des études ont été réalisées pour rechercher si la diminution de la performance mnésique était due, en partie, à la menace du stéréotype. Dans un premier temps, des tests de mémorisation ont été réalisés sur de jeunes adultes et des personnes âgées avec des instructions différentes : il s'agissait soit d'une tâche de mémorisation, soit d'une observation sur la manière dont les impressions se forment. Si l'expérience a montré que les personnes âgées mémorisaient moins bien que les jeunes et que la mémorisation était moins bonne quand le but annoncé était de mémoriser ; elle n'a pas pu mettre en avant l'effet du stéréotype. Pourtant, une deuxième étude a conclu que la menace du stéréotype était présente quelle que soit l'instruction et que celle-ci était bien médiatrice de la diminution des performances de mémorisation chez les personnes âgées.
Auparavant, Levy, en 1996, avait montré que les personnes âgées réussissaient moins bien les tâches de mémorisation lorsqu'elles étaient « informées » dans le sens d'un stéréotype négatif sur la vieillesse, comparées aux personnes accompagnées de propos contraires.

### Hommes et sensibilité sociale
Les stéréotypes négatifs concernent aussi les groupes privilégiés. Par exemple, les hommes sont considérés comme moins intelligents socialement que les femmes. Leur sensibilité sociale, définie comme la capacité à décoder le comportement non verbal, est considérée comme inférieure à celle des femmes. Le but de l'étude était de vérifier que la menace du stéréotype était aussi applicable à ce type de groupe. Pour cela, Koenig et Eagly, en 2005 ont comparé les résultats d'un test de sensibilité sociale des femmes et des hommes, dans une situation menaçante ou non menaçante. Dans la situation menaçante, le test était décrit comme un test d'aptitude à comprendre le comportement non verbal. Il était aussi précisé aux participants que les femmes obtenaient de meilleures performances dans ce type de test. En conditions non menaçantes, le test était présenté comme mesurant la façon dont les individus traitaient les différents types d'informations. Aucune indication n'était précisée concernant les performances en fonction du genre. Les résultats de l'étude ont montré que les hommes avaient de moins bonnes performances lorsqu'ils étaient placés en condition de menace alors que les femmes avaient des performances équivalentes dans les deux conditions. De plus, la stratégie utilisée pour répondre au test modérait l'effet de la menace du stéréotype : les hommes qui répondaient de manière intuitive étaient moins affectés par la menace comparés à ceux qui réfléchissaient pour répondre à la question.

### Hommes et informations affectives
Une étude de Leyens, Désert, Croizet et Darcis, en 2000, a également montré que même les groupes sociaux n'ayant pas derrière eux une longue histoire de stigmatisation peuvent être victimes de la menace du stéréotype : des femmes et des hommes (étudiants en psychologie clinique) ont réalisé des tâches de décision portant sur le sens, la valence ou l'affectivité des mots. En condition expérimentale, les participants étaient informés que les hommes étaient moins aptes à traiter des informations affectives que les femmes. Cette information n'était pas donnée au groupe contrôle. Les résultats de cette expérience ont montré que les hommes étaient bien affectés par la menace du stéréotype. En effet, ils commettaient plus d'erreurs en condition expérimentale. En voulant inconsciemment prouver que ce stéréotype ne leur était pas applicable, ils classaient certains mots dans les mots affectifs alors qu'ils ne l'étaient pas. De plus, les hommes fortement identifiés au domaine affectif étaient plus influencés par la menace.

### Effet de la révélation d'une maladie mentale sur la performance
Quelles sont les conséquences de la menace de l'identité associée au stigmate de la maladie mentale sur la performance à des tests intellectuels ? Contrairement aux stéréotypes présentés dans les autres études, une maladie mentale passée n'est pas visible aux yeux des autres. Ce passé n'est donc pas menaçant en soi, il le devient lorsqu'il est révélé. Quinn, Kahng et Crocker en 2004 ont cherché à comprendre l'effet de la révélation d'une maladie mentale antérieure sur la performance aux tests intellectuels. Ils ont montré que révéler un stigmate caché diminuait les performances à un test intellectuel. En effet, lorsque leur passé était révélé, les participants remettaient en question leur capacité de raisonnement et réalisaient alors une moins bonne performance.

### Chômeurs et performances intellectuelles
Selon le stéréotype bien connu au sein de la société, les chômeurs seraient oisifs et paresseux. Des chercheurs belges ont voulu mesurer l'impact de ce stéréotype à la fois sur les performances intellectuelles des chômeurs et sur leurs intentions comportementales. Pour cela, ils ont réalisé deux études. Dans la première, ils ont montré que les résultats d'un test de compréhension à la lecture étaient meilleurs lorsque l'identité d'adulte était activée plutôt que l'identité de chômeur. De plus, les intentions de recherche d'emploi étaient supérieures lorsque le stéréotype du chômeur n'était pas activé. Dans une seconde étude, ils ont également mesuré les intentions comportementales dans le domaine de la culture. En accord avec les résultats précédents et la théorie de la menace du stéréotype, lorsque les participants s'identifiaient en tant que chômeurs, ils déclaraient moins d'intention d'activité culturelle que ceux dont l'identité d'adulte avait été activée.
Lionel Dagot s'est intéressé aux conséquences de la menace du stéréotype sur les chômeurs lors des dispositions d'insertion professionnelle. Il a montré que les parcours d’insertion construits autour d’actions de type « orientation, élaboration de projet » augmentaient la probabilité de voir les demandeurs d’emploi abandonner le projet. En effet, les actions centrées sur le demandeur d'emploi et ses difficultés activeraient l'identité « chômeur » alors que celles centrées sur le travail permettraient d'activer l'identité « travailleur ».

## Conditions d'apparition

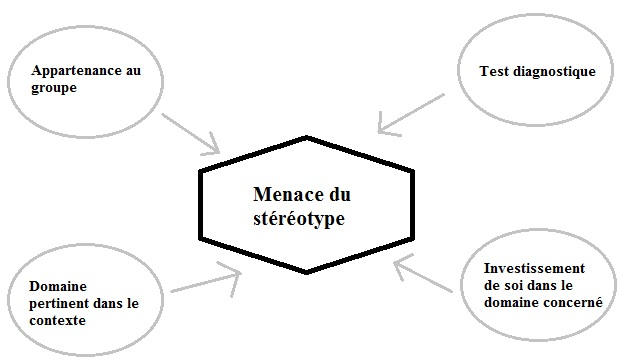
Sous forme de schéma, les conditions d'apparition de la menace du stéréotype, mises en avant par Steele, Spencer et Aronson (2002).

Steele, Spencer et Aronson ont réalisé en 2002 une revue de la littérature dans laquelle ils ont synthétisé les conditions d'apparition de la menace du stéréotype. Tout d'abord, l'appartenance au groupe concerné par le stéréotype doit être saillante. Par contre, il n'est pas nécessaire que la personne adhère à ce stéréotype. D'autre part, le domaine concerné par le stéréotype doit être pertinent dans le contexte. Le test doit être diagnostique, c'est-à-dire qu'il permet de mesurer la véracité du stéréotype. Enfin, la personne doit être investie dans le domaine concerné. Il faut que celui-ci soit une base de l'évaluation de soi pour la personne. En effet, Aronson et ses collègues (en 1999) ont montré que les Américains blancs les plus identifiés aux mathématiques étaient plus sensibles à la menace du stéréotype lorsqu'ils étaient comparés à des Asiatiques. Dans le domaine affectif, plus les hommes sont identifiés au domaine, plus ils sont sensibles à la menace lorsqu'ils sont comparés à des femmes.

## Importance du contexte
La menace du stéréotype est un phénomène fortement dépendant du contexte. Lorsque le stéréotype n'est pas pertinent pour la tâche à réaliser, qu'il n'y a aucun risque de le confirmer, les personnes ciblées par celui-ci ont des performances toutes aussi bonnes que les autres. De même, il n'est pas nécessaire de faire partie d'un groupe stigmatisé, d'avoir intériorisé des stéréotypes négatifs pour être sensible à la menace du stéréotype.
La meilleure façon de le prouver consiste à montrer que des groupes à statut social élevé, rarement placés dans une situation où leur appartenance de groupe les défavorise, peuvent aussi être « menacés ». Par exemple, le groupe le moins susceptible d'avoir intériorisé un sentiment d'infériorité intellectuelle est celui des Américains blancs. Aronson et ses collègues (1999) ont comparé les scores en mathématiques d'étudiants blancs américains dans deux conditions. Ces étudiants étaient hautement identifiés au domaine et avaient des scores élevés au SAT Reasoning Test. Dans la condition menaçante, les participants lisaient des articles vantant les performances extraordinaires des Asiatiques en mathématiques et le but annoncé de l'étude était de comprendre pourquoi les Asiatiques étaient aussi performants. Dans l'autre condition, le stéréotype concernant la force des Asiatiques en mathématiques n'était pas mentionné, le but annoncé de l'expérience était de mesurer leur habilité dans le domaine. Et effectivement, les étudiants blancs avaient de moins bonnes performances sous la menace du stéréotype. De plus, plus les étudiants étaient impliqués dans le domaine, plus leur performance était amoindrie.
Une autre façon de montrer à quel point la menace du stéréotype est dépendante du contexte est de manipuler la saillance du stéréotype, c'est ce qu'ont fait les chercheurs américains Shih, Pittinsky et Ambady en 1999. Deux stéréotypes différents peuvent influencer les femmes asiatiques lorsqu'elles effectuent un test en mathématiques. Le premier stéréotype affirme que les femmes seraient moins performantes en mathématiques que les hommes alors que le second affirme que les Asiatiques seraient les meilleurs dans ce domaine. En activant de manière implicite soit l'identité de genre, soit l'identité ethnique, les chercheurs ont montré que les résultats au test variaient en fonction de la présence ou l'absence de menace. Cependant, au Canada, puisque le stéréotype sur les performances supérieures des Asiatiques n'existe pas, les hommes blancs ne subissent pas de diminution de leur performance quand ils sont comparés aux Asiatiques.
L'importance du contexte a aussi été démontrée dans un autre domaine. La plupart des gens pensent que les femmes sont de moins bonnes négociatrices que les hommes. Cependant, il est possible de transférer cette menace aux hommes en associant la négociation à des qualités féminines. Dans ce cas, Kray, Galinsky et Thompson, en 2002, ont postulé que l'attente de performance était la médiatrice de la diminution des performances. Ils ont montré que lorsque la négociation était associée aux qualités habituellement attribuées aux femmes, comme la communication efficace et la capacité d'écoute, les femmes étaient meilleures négociatrices que les hommes alors que lorsque la négociation était associée à des qualités neutres ou masculines (rigoureux, sens de l'humour, ouvert d'esprit), les hommes négociaient mieux que les femmes. Dans chaque cas, les négociations se faisaient lors d'interactions mixtes.

## Processus responsables de la baisse de performance
Lorsqu'ils ont mis en avant la menace du stéréotype, les premiers auteurs avaient postulé que ce phénomène provoquerait une augmentation de la pression due à l'évaluation et perturberait le fonctionnement cognitif normal. La diminution des performances était donc due principalement à l'anxiété.
Depuis, de nombreuses études ont tenté de valider cette première hypothèse ou d'étudier les autres médiateurs possibles du phénomène. Cependant, la menace du stéréotype affecte le comportement de plusieurs manières (cognitivement, affectivement, motivationnellement), le phénomène est donc complexe et il n'existe pas de médiateur unique.

### Attente par rapport à la performance

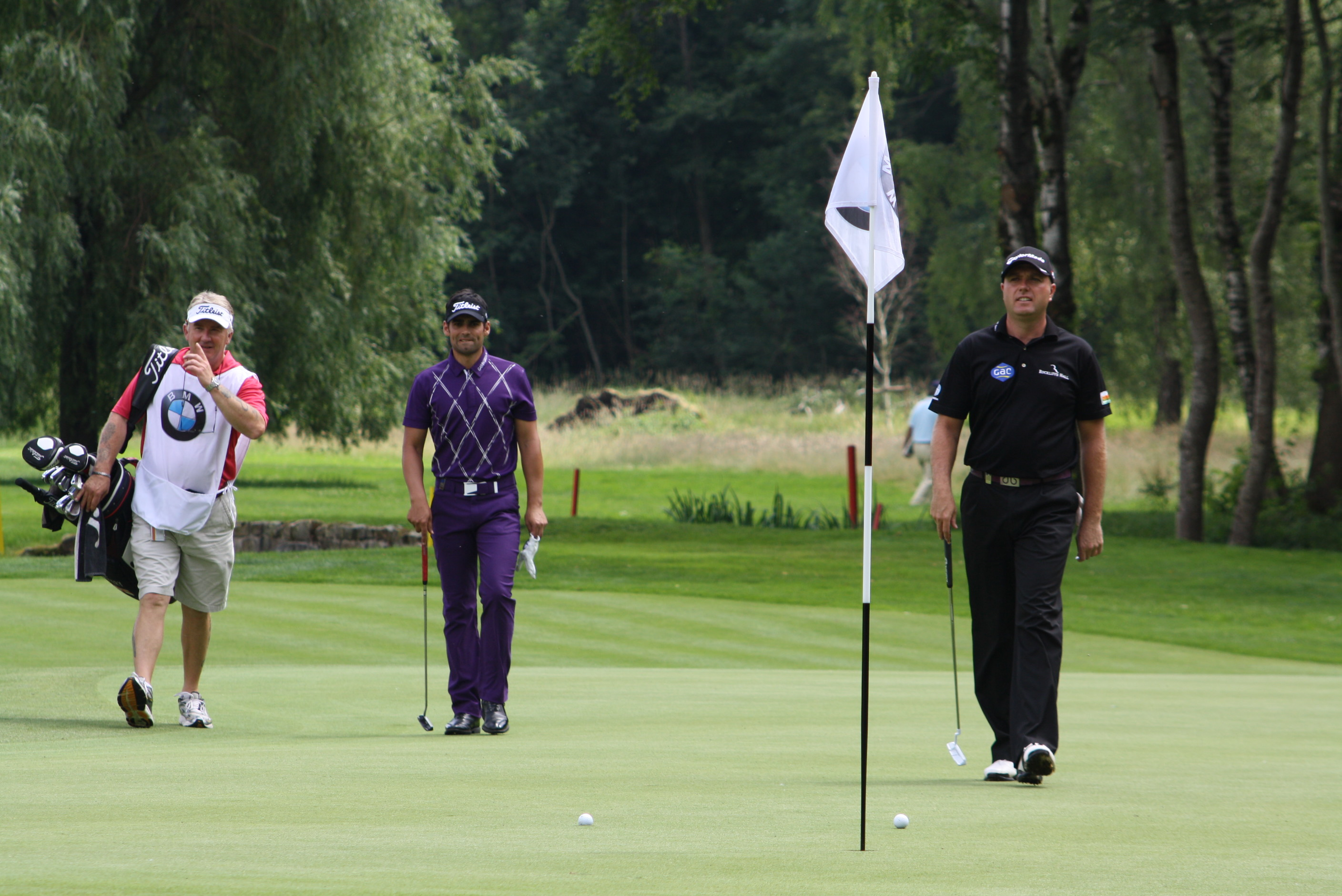
La menace du stéréotype influence les performances sportives.

Sous la menace, les individus auraient moins d'attentes par rapport à leur performance. Cette hypothèse a été étudiée par Stangor, Carr et Kiang en 1998 avec des étudiantes américaines en psychologie. Après un test mesurant les capacités intellectuelles, les participantes recevaient soit un retour positif sur leur résultat, soit un retour ambigu et devaient ensuite réaliser une tâche d'habilité spatiale. Les chercheurs ont manipulé la menace du stéréotype en annonçant que la première tâche montrait des différences (ou pas de différence) entre les hommes et les femmes alors que dans la condition non menaçante le retour positif augmentait les attentes par rapport à la performance à la tâche, l'effet bénéfique du retour positif était anéanti dans la condition menaçante. Les chercheurs en ont conclu que la menace du stéréotype impactait bien les attentes par rapport à la performance mais dans cette expérience, la performance n'était pas mesurée.
D'autres chercheurs ont essayé de mesurer les attentes comme médiateurs de la menace du stéréotype. Dans une expérience mesurant l'effet de cette menace sur les femmes en mathématiques, ils ont mesuré les attentes de celles-ci avant de faire le test. Contrairement aux chercheurs précédents, ils n'ont pas pu établir de différence, du point de vue des attentes, entre les femmes dans la condition « menace » et les autres.
Stone et ses collègues ont, quant à eux, mesuré les attentes des athlètes noirs et blancs avant leur parcours de golf. Si, au départ, leurs attentes ne différaient pas d'une condition à l'autre, au fur et à mesure du parcours, les attentes des participants dans la condition « menace » étaient de moins en moins importantes, ce qui n'était pas le cas des autres participants. Cette étude ne permet pas d'affirmer que les attentes sont responsables de la diminution de la performance mais elles montrent que les attentes et les performances s'influencent l'une l'autre.

### Anxiété

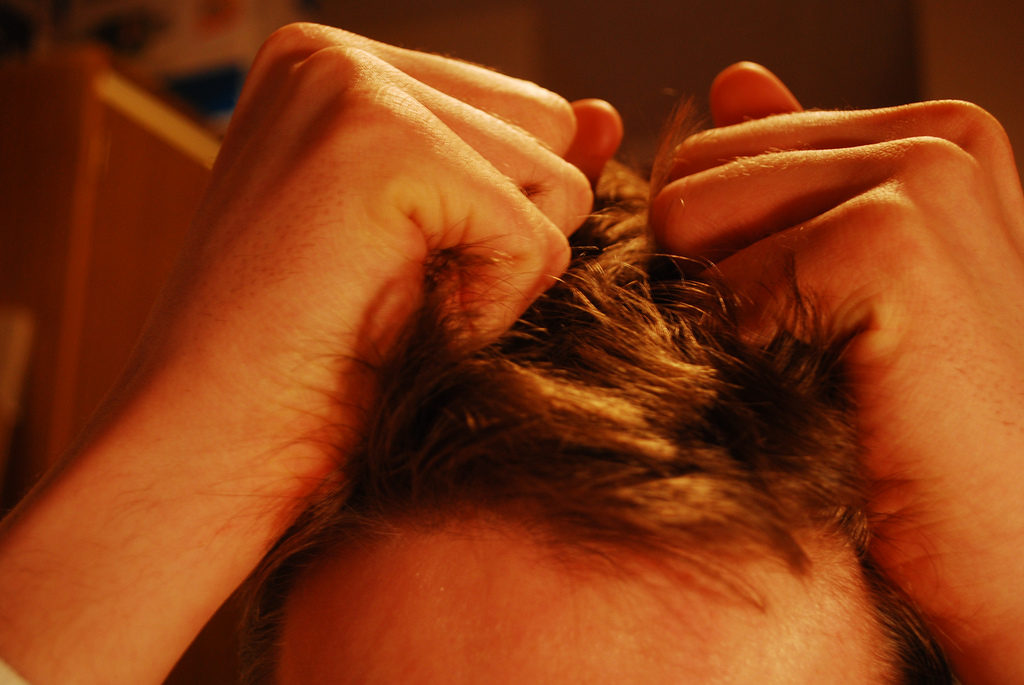
Un bon exemple de réaction au stress.

La plupart du temps, l'anxiété a été mesurée via des questionnaires après le test de performance. Cependant, quelques études ont aussi utilisé des mesures physiologiques.

#### Mesure rapportée
Steele et Aronson (1995) postulaient que le fait de sentir l'évaluation négative à cause d'un stéréotype augmentait l'anxiété et l'appréhension des cibles. Cette anxiété était la cause de la diminution de la performance.
Lors de leurs études sur les femmes et les mathématiques, Spencer et ses collègues (1999) ont effectivement mis en évidence un lien entre l'anxiété et la diminution de la performance. De même, Osborne (2001) a pu établir que l'anxiété était une médiatrice partielle de la diminution de la performance. Les stéréotypes étudiés concernaient les Noirs et les performances intellectuelles, et les femmes et les mathématiques.
Par contre, plusieurs autres études n'ont pas réussi à valider l'anxiété comme médiatrice de la diminution de la performance. Cette absence de résultat n'implique pas que l'anxiété ne joue aucun rôle dans la menace du stéréotype. En effet, les mesures auto-rapportées ne sont pas toujours fiables car les participants ne sont pas toujours capables de rapporter leurs émotions,,. Cette difficulté à mesurer l'angoisse via des mesures auto-rapportées est confirmée par Bosson, Haymavitz et Pinel en 2004. En effet, grâce à une mesure non verbale de l'anxiété, ils ont pu montrer que cette dernière était bien une variable médiatrice de la menace du stéréotype.

#### Mesures physiologiques
Afin de remédier aux difficultés liées aux mesures auto-rapportées, Blascovich, Spencer, Quinn et Steele (2001) ont mesuré la pression artérielle. Leur postulat était que la pression sanguine augmente avec le stress. Le stéréotype étudié était celui des capacités intellectuelles des Afro-Américains. Et effectivement, sous la menace, les participants noirs avaient une pression sanguine plus importante et celle-ci était liée à la diminution de la performance. De plus, ces participants ne rapportaient pas un niveau de stress plus élevé.

### Activation du stéréotype
Dès la première série d'expériences, Steele et Aronson (1995) ont montré que l'activation du stéréotype était impliquée dans le processus de la menace du stéréotype. Davies, Spencer, Quinn et Gerhardstein, en 2002, ont montré qu'en activant un stéréotype négatif sur les femmes via la publicité, celles-ci avaient des performances inférieures à un test en mathématiques.
Cependant, selon Wheeler et Petty (2001), l'activation du stéréotype n'agit pas toute seule, elle n'est pas suffisante surtout lorsque l'activation est explicite. En effet, lorsque l'expérimentateur annonce qu'une différence de résultat existe (ou n'existe pas) entre les femmes et les hommes pour un test en mathématiques, le stéréotype est activé, quelle que soit la condition. Et pourtant, seules les femmes dans la condition menaçante réalisent de moins bonnes performances.
La médiation par l'activation du stéréotype est donc vraisemblable mais uniquement lorsque le stéréotype est activé de manière subtile.

### Suppression du stéréotype et les pensées négatives
Selon Wenzlaff et Wegner (2000), de manière paradoxale, l'effort effectué pour supprimer une pensée la maintient active. Or, pour effectuer une tâche difficile, les êtres humains ont besoin de toutes leurs ressources cognitives, et les pensées parasites nuisent à la concentration alors que l'efficacité de la mémoire de travail est critique dans les tâches intellectuelles complexes. Les efforts pour éliminer le stéréotype négatif seraient donc responsables de la diminution de performance. C'est effectivement ce que montrent Steele et Spencer : les femmes dans la condition menaçante tentent d'éliminer les pensées au sujet du stéréotype, ce qui les maintient actives, ce n'est pas le cas lorsqu'il n'y a pas de menace. Aider les femmes à supprimer les pensées en lien avec le stéréotype permettrait donc d'augmenter les performances.
Des chercheurs belges et français ont aussi étudié le lien entre la charge mentale et la menace du stéréotype. Ils ont montré qu'une augmentation de la charge mentale était effectivement liée à la baisse de performance et que cette augmentation était bien médiatrice de l'effet de la menace sur la performance. Dans cette étude, la charge mentale a été évaluée à l'aide des variations du rythme cardiaque.
En Italie, des recherches ont été menées pour comprendre les processus amenant les femmes à avoir des performances moins bonnes en mathématiques sous la menace du stéréotype. Cadinu, Maass, Rosabianca et Kiesner (2005) ont mis en évidence la présence de pensées négatives en lien avec le test lorsque les participantes étaient sous la menace. Ces pensées négatives provoquaient une diminution des performances. De plus, la différence de performance était plus importante dans la seconde partie du test, ce qui montre que les pensées négatives sont bien médiatrices de la menace du stéréotype.
Plus récemment, Schmader, en 2010, a comparé la mémoire de travail des femmes à celle des hommes lors d'un test en mathématiques et a montré que lorsque la menace est activée, les femmes se rappellent des stéréotypes négatifs. Cela encombre alors leur mémoire de travail, indispensable pour réaliser des tâches difficiles. Auparavant, Shmader et Johns (2003) avait déjà mis en lien la menace du stéréotype et la capacité de la mémoire de travail.

### Modélisation
La menace du stéréotype est un phénomène avec de multiples facettes. Les processus responsables de la diminution des performances sont variés, ils dépendent à la fois des groupes ciblés par le stéréotype et du contexte. Des études sont encore nécessaires pour mieux le connaître.

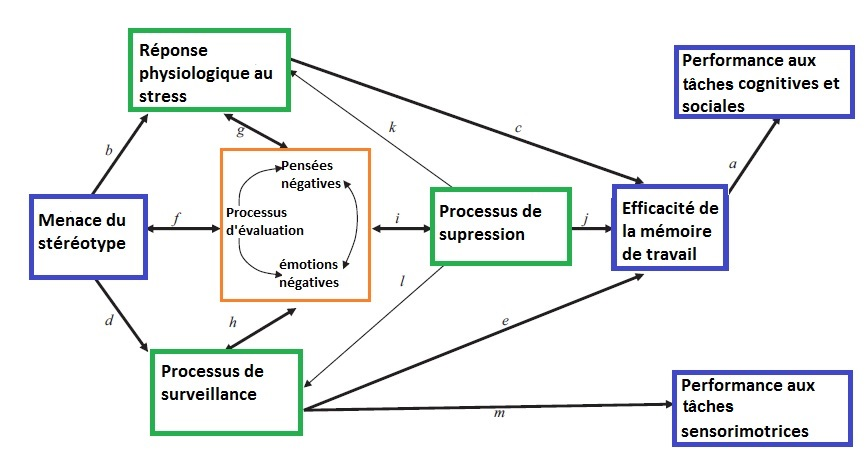
La menace du stéréotype expliquée par le modèle de Schmader, Johns et Forbes (2008).

Cependant, Schmader, Johns et Forbes ont développé en 2008 un modèle pour tenter d'expliquer comment la menace du stéréotype influence la performance dans des tâches cognitives et sensorimotrices. Pour réaliser de bonnes performances à des tâches cognitives et sociales, il faut que la mémoire de travail soit efficace (dans le diagramme plus haut, lien a). Les auteurs ont donc tenté de déterminer ce qui pourrait perturber la mémoire de travail et qui serait provoqué par la menace du stéréotype. Tout d'abord, la menace du stéréotype provoque des réponses physiologiques de stress (lien b), ce stress a un impact direct sur l'efficacité de la mémoire de travail (lien c). Ensuite, la menace du stéréotype induit une surveillance accrue des indices en lien avec le stéréotype afin de lever l’ambiguïté sur soi ou sur son groupe. Cela induit une plus grande surveillance de soi (lien d). Cette surveillance de soi consomme des ressources de la mémoire de travail (lien e). La menace du stéréotype provoque aussi une mauvaise évaluation de la situation (lien f), celles-ci induit des pensées et des émotions négatives. Cela provoque une motivation pour ne pas se comporter de manière conforme au stéréotype et des efforts pour éliminer les pensées négatives (lien i). Tous ces efforts consomment également des ressources de mémoire de travail (lien j). Concernant la performance aux tâches sensorimotrices, celles-ci sont considérées comme automatiques et seuls les processus de surveillance de soi les affectent (lien m).

## Moyens de lutte contre la menace du stéréotype
De nombreux chercheurs ont tenté de mettre en évidence certaines solutions qui permettraient d'améliorer les performances des personnes ciblées par la menace du stéréotype dans un domaine spécifique.

### Afro-Américains et programme d'intervention social et psychologique
Une moins bonne performance scolaire chez les étudiants noirs est un stéréotype bien connu aux États-Unis. Dès lors, Aronson, Fried et Good (2001) se sont demandé si le fait d'encourager l'incrémentalisme pourrait être suffisant pour améliorer la réussite et l'implication actuelle dans les études. Les auteurs ont donc créé un programme d'intervention basé sur un ensemble divers d'astuces psychologiques et sociales afin de changer les attitudes de façon durable. Dans leur étude, des étudiants noirs et blancs étaient répartis dans trois conditions. Dans la première, les étudiants utilisaient un programme de correspondance qui leur permettait de se rendre compte que l'intelligence était malléable (condition « malléabilité avec correspondance »). Les deux autres étaient des conditions contrôles, la première consistait à participer au même programme mais avec un autre concept de l'intelligence et dans la deuxième, les participants ne participaient à aucun programme. Les résultats sont consistants avec l'hypothèse des chercheurs. En effet, après trois sessions dans la condition « malléabilité avec correspondance », les participants noirs ont réussi à créer un changement bénéfique et durable dans leurs attitudes à propos de l'intelligence ; ce changement a permis d'améliorer leur performance. Comparés aux participants blancs, ce changement a perduré dans le temps pour les Noirs alors que pour ces premiers, il n'était qu'à court terme.

### Rôle de l'individualisation
Beaucoup d'études ont mis en évidence l'impact de l'individualisation sur la menace du stéréotype. En effet, se voir comme un individu plutôt que comme un membre du groupe stigmatisé permet de réduire la menace du stéréotype ainsi que ses conséquences. L'individualisation permet de diminuer les effets néfastes du stéréotype en le rendant non-pertinent pour l'individu. L'étude de Ambady, Paik, Steele, Owen-Smith et Mitchell (2003), réalisée aux États-Unis, a pour but de tester l'effet de l'individualisation sur la performance des individus dont le stéréotype a été activé. Les deux expériences réalisées par ces auteurs se sont intéressées aux performances en mathématiques des étudiantes de l'université Harvard. Elles ont montré que l'individualisation a eu un réel impact sur la performance des participantes. En effet, lorsqu'elles étaient dans la condition où on leur demandait de lister trois de leurs défauts et qualités (condition individualisation), elles obtenaient une meilleure performance que les autres participantes. Ces expériences montrent que, lorsqu'il y a menace du stéréotype, l'individualisation semble être une stratégie efficace pour combattre les effets négatifs du stéréotype, permettant aux individus de réaliser des performances en fonction de leurs réelles capacités.

### Affirmation de soi et performance intellectuelle chez les femmes
Selon la théorie de l'affirmation de soi mise en avant par Steele en 1988, l'intégrité de soi serait fondamentale car elle ferait partie d'un des fondements de base de la motivation humaine. Puisque la menace du stéréotype affecte plus fortement les individus impliqués dans un domaine bien spécifique, celle-ci pourrait s'attaquer à cette intégrité.
Martens, Johns, Greenberg et Schimel (2006) ont voulu savoir si maintenir son intégrité de soi, en affirmant qu'une caractéristique n'est pas menacée par le stéréotype, réduirait, voire éliminerait l'impact de cette menace. Les auteurs ont réalisé deux études pour mesurer si l'affirmation de soi éliminerait les mauvaises performances des femmes dans le domaine des mathématiques. 
Dans cette étude, toutes les participantes étaient testées sous la menace du stéréotype. En effet, le test était décrit comme une mesure de l'intelligence. Un groupe de participantes devait décrire une des caractéristiques importantes de leur personnalité avant de passer le test de mathématiques (condition « menace avec affirmation de soi »). Les résultats ont montré que les participantes de ce groupe obtenaient de meilleurs résultats que les autres participantes de l'étude. Dès lors, la solution mise en avant par les auteurs, l'affirmation de soi, a pu clairement diminuer les effets négatifs de la menace du stéréotype.
McIntyre, Paulson et Lord, en 2003, ont évalué une autre technique permettant de diminuer la menace du stéréotype. Son objectif est d'améliorer l'évaluation de soi et l'attente par rapport aux performances en mettant en avant certaines qualités de personnes appartenant au groupe menacé. Ainsi, dans une première expérience, une partie des étudiantes étaient informées que les femmes réalisaient mieux que les hommes les expériences en psychologie. Ces étudiantes réalisaient alors une meilleure performance à un test de mathématiques difficile que celles placées dans la condition contrôle. Ensuite, dans une seconde expérience, des étudiantes lisaient le parcours de quatre femmes brillantes (une architecte, une avocate, une médecin et une chercheuse). Ces étudiantes avaient alors un meilleur résultat à un test difficile en mathématiques comparées aux étudiantes qui n'avaient pas lu ces parcours de vie. Avoir des exemples qui vont à l'encontre du stéréotype permet donc à celui-ci d'être moins menaçant pour les autres membres du groupe stéréotypé.

### Désidentification au groupe ciblé par le stéréotype

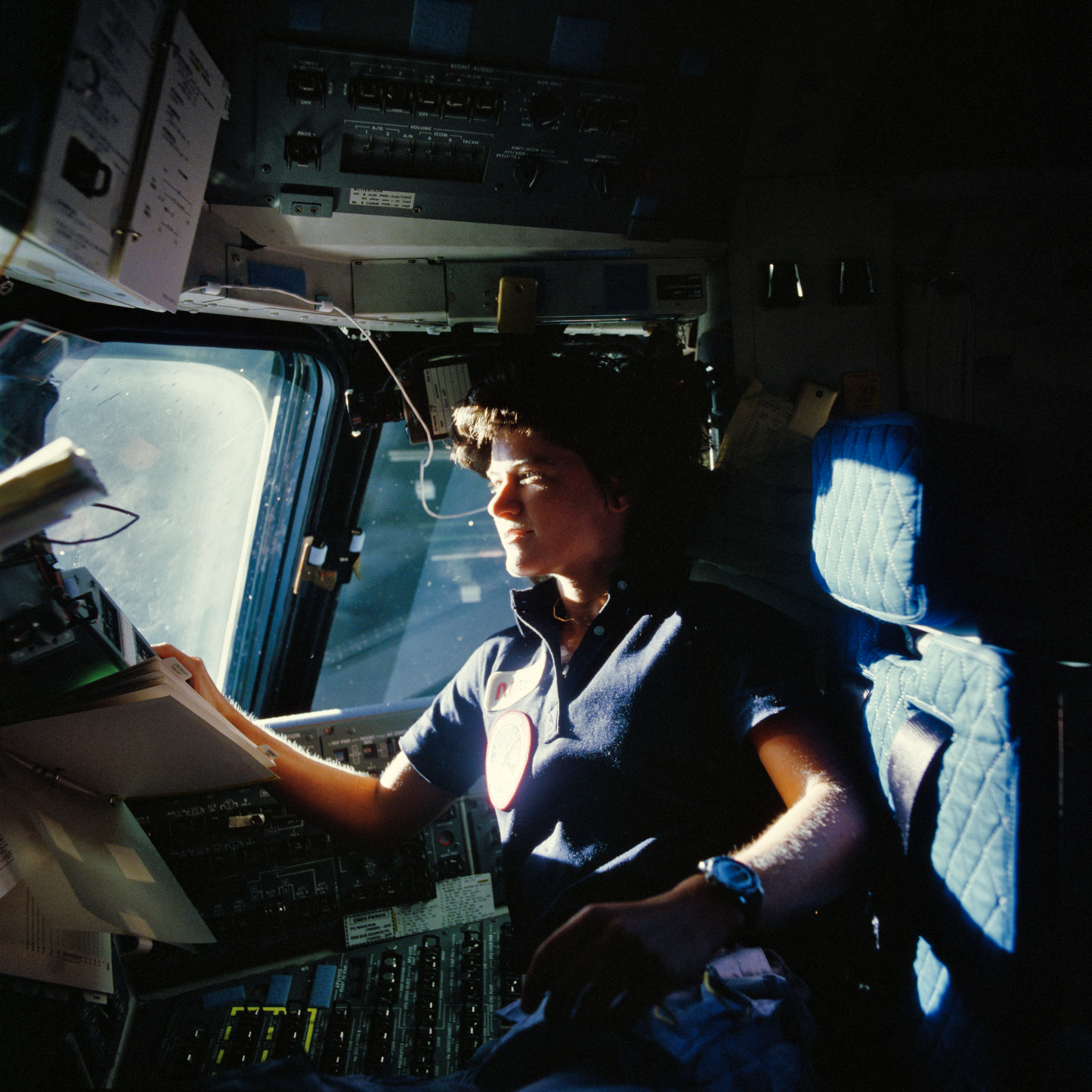
Sally Ride, première femme américaine à avoir voyagé dans l'espace.

Comme la menace du stéréotype affecte les individus impliqués dans un domaine bien spécifique (les mathématiques, le sport…), une solution pour contrer cette menace serait que ces personnes changent leur identification au groupe ciblé par le stéréotype. Dans une étude de 2004, Pronin, Steele et Ross ont réalisé trois expériences. Leur premier but était de savoir si les étudiantes des filières fortes en mathématiques s'évaluaient avec des caractéristiques féminines stéréotypées. Deux types de caractéristiques étaient évaluées : celles à forte pertinence telles que la séduction et le fait de parler beaucoup, et celles à faible pertinence telles que la sensibilité et l'empathie. Deuxièmement, ils se sont demandé si, lorsque les participantes étaient exposées à la menace du stéréotype (en lisant un article scientifique mettant en avant la différence de genre dans le domaine des mathématiques), elles ne changeaient pas d'identification par rapport à la catégorie « femme ». Enfin, la troisième expérience a été menée afin de savoir si les participantes menacées par le stéréotype pouvaient se désidentifier de toutes leurs caractéristiques négatives, et pas seulement de celles stéréotypées. Les résultats ont montré que les participantes investies dans les mathématiques se décrivaient moins avec des caractéristiques féminines à forte pertinence mais tout autant avec des caractéristiques faiblement pertinentes. De plus, il a été démontré que les caractéristiques les plus féminines étaient évitées lorsque les participantes étaient confrontées à l'article mettant la différence de genre en avant. L'interprétation des auteurs est que les qualités féminines trop stéréotypiques sont considérées comme incongruentes ou incompatibles avec l'excellence et le succès dans le domaine des mathématiques.

### Réduction des frontières intergroupes
Rosenthal et Crisp, en 2006 ont tenté de trouver une solution à la menace du stéréotype. Ils sont partis des modèles de réduction de la différenciation. Selon eux, la conscience de la différence entre l'endogroupe et l'exogroupe pourrait être une condition préliminaire à l'observation des effets de la menace du stéréotype. Dès lors, les auteurs ont voulu savoir si les interventions favorisant le chevauchement des frontières intergroupes pouvaient être aussi efficaces pour diminuer la menace du stéréotype. Leur hypothèse générale était que si la pertinence de la différenciation en fonction du genre était faible, alors la pertinence des stéréotypes associés le serait aussi, et que donc l'effet de la menace du stéréotype devrait être atténué. Ils se sont d'abord intéressés au stéréotype concernant le choix de carrière des femmes, puis aux performances des femmes en mathématiques, le stéréotype étant activé de manière implicite et explicite. De manière générale, les résultats sont consistants avec leur hypothèse. En effet, encourager les individus à ne pas mettre l'accent sur les différences permet d'atténuer la menace du stéréotype. De plus, les participantes dans la condition « chevauchement » montraient une préférence moins importante pour les métiers stéréotypés comme féminins. Par ailleurs, les résultats ont montré que la tâche de chevauchement précédant la manipulation a amélioré les performances des participantes. En effet, elle a permis de prévenir l'émergence de la menace.

### Classement des moyens d'action
Les moyens de lutter contre la menace du stéréotype peuvent être classés en deux catégories : ceux qui agissent sur la situation et ceux qui agissent sur les individus ciblés par le stéréotype.

#### Application du stéréotype par rapport à la situation
Le programme d'intervention psychosociale avec correspondance a été mis en avant par Aronson, Fried et Good en 2001. Ce dispositif permettrait aux individus touchés par la menace du stéréotype de changer leurs attitudes vis-à-vis de celui-ci. Ce changement perdurerait plus longtemps pour les personnes ciblées par cette menace et donc ces dernières amélioreraient leurs performances dans leur domaine spécifique.
Il existe également les interventions qui favorisent le chevauchement des frontières intergroupes. En effet, selon Rosenthal et Crisp en 2006, puisque ces programmes d'interventions permettent de diminuer la différenciation, la catégorisation entre endogroupe et exogroupe, ils pourraient aussi réduire la menace du stéréotype. Les auteurs ont pu mettre en avant que ces interventions permettaient de diminuer la pertinence de la différence catégorielle à laquelle les individus appartiendraient, ce qui diminuait conjointement la pertinence du stéréotype associé et donc l'effet de la menace du stéréotype.

#### Cibles du stéréotype
D'autres auteurs comme Ambady ont mis en évidence que l'individualisation permettait aussi de réduire les effets néfastes de la menace du stéréotype. C'est un concept assez proche de celui de la ré-individuation qui permet aux individus touchés de mettre en avant les différents aspects propres à leur personnalité, ce qui les rend uniques par rapport aux autres.
L'affirmation de soi serait une autre solution contre la menace du stéréotype. En effet, les auteurs qui ont pu le mettre en avant ont constaté que permettre aux participants touchés par le stéréotype de décrire une de leurs caractéristiques importantes réduisait les effets négatifs de ce dernier.
D'autres auteurs comme Pronin ont mis en évidence que la désidentification ou le changement d'identification à la catégorie à laquelle les individus appartiennent permettrait également de réduire les effets de la menace du stéréotype. En effet, lorsque les individus s'identifient fortement au domaine dans lequel ils semblent exceller mais qu'ils sont confrontés à cette menace, ils se désidentifient aux caractéristiques de leur catégorie et cela permet de réduire les effets de la menace.

## Revers de la menace du stéréotype

### Augmentation des performances grâce au stéréotype négatif de l'exogroupe
Lorsqu'un individu sait qu'il va être comparé à un autre appartenant à un groupe dénigré par un stéréotype négatif, ses performances sont améliorées. Cette amélioration ne sera pas effective s'il est dit explicitement que le stéréotype n'est pas pertinent. On a donc une augmentation des performances causée par la conscience que l'exogroupe est négativement stéréotypé. Pour montrer cette augmentation, Walton et Cohen, en 2003, ont réalisé une méta-analyse de la plupart des recherches effectuées sur la menace du stéréotype. Selon ces auteurs, la comparaison sociale par rapport à un groupe inférieur induit une augmentation du sentiment d'efficacité, ce qui provoque une augmentation des performances. Ce phénomène est surtout efficace lorsque la personne est identifiée au domaine visé par le test. En effet, c'est lorsque l'identification est importante qu'il y a un risque de doute et d'anxiété par rapport aux performances.

### Menace du stéréotype positif
Lorsqu'un stéréotype positif de l'endogroupe est explicité juste avant un test dans le domaine, le risque est de ne pas confirmer la bonne réputation de son groupe ou d'être considéré comme un mauvais représentant de ce dernier. Brown et Josephs (1999) ont testé cette hypothèses avec des étudiants en mathématiques. Ceux-ci devaient effectuer des exercices difficiles. Le but du test était présenté de différentes façons. Si l'objectif était de repérer les étudiants les plus faibles, la performance des femmes était inférieure à celle des hommes comme dans les autres expériences de la menace du stéréotype. Par contre, lorsque le but annoncé était d'identifier les meilleurs étudiants, la performance des femmes augmentait alors que celle des hommes diminuait. En effet, les hommes avaient peur de ne pas confirmer leur bonne réputation et cela a provoqué une diminution de leur performance.
Dans une autre étude menée en 2000, Cheryan et Bodenhausen ont testé la menace induite par le stéréotype positif de la supériorité en mathématiques des Asiatiques lorsque leur réputation était rendue saillante. Pour cela, ils ont repris l'expérience de Shih et ses collègues mais en rendant l'activation des identités (féminine ou asiatique) parfaitement explicite. Conformément aux hypothèses, l'augmentation des performances observées dans l'expérience initiale ne l'était plus lorsque l'identité asiatique était rendue saillante de façon explicite. De plus, la performance était inférieure à celle d'un groupe contrôle chez qui aucune identité n'était activée.

## Critiques
L'explication proposée par le concept de menace de stéréotype a attiré la critique. Selon les chercheurs Paul R. Sackett, Chaitra M. Hardison et Michael J. Cullen, les médias et la littérature savante ont conclu à tort que l'élimination de la menace du stéréotype pourrait complètement éliminer les différences de performance entre les Américains européens et les Afro-Américains. Sackett et al. ont souligné que, dans les expériences de Steele et Aronson (1995) où la menace de stéréotype était supprimée, un écart d'environ un écart-type restait entre les groupes sans usage de covariances, ce qui est très proche de la différence moyenne observée entre les Afro-Américains et les Européens aux scores sur des tests standardisés à grande échelle tels que le SAT. Cependant, dans une réponse envoyée par Steele et Aronson, ceux-ci rétorquaient que Sackett surinterprétait les réels résultats lors de l'expérience de 1995, des différences significatives étant bien supprimées lorsque la menace était évitée, les résultats du GRE (ceux passés lors de l’expérience de 1995) ne prédisant pas de manière certaine les résultats aux SAT, et les auteurs n'ayant jamais eu la prétention de considérer que la menace du stéréotype pouvait expliquer à elle-seule les écarts de résultats aux tests d'évaluation de capacités cognitives. Dans une correspondance ultérieure entre Sackett et al. et Steele et Aronson, les auteurs de l'étude « Steele et Aronson ont reconnu que l'interprétation des résultats de Steele et Aronson (1995) était mauvaise et qu'il n'était pas possible de conclure que l'élimination de la menace du stéréotype éliminait l'écart entre les Blancs et les Afro-Américains », Steele et Aronson proposant que la menace du stéréotype pouvait participer significativement à la création d'écart de scores à des tests d’évaluation de capacité cognitive, sans pouvoir expliquer tout l'écart. Néanmoins, plus récemment, en 2006, Ryan P. Brown et Eric Anthony Day ont essayé d'observer l'impact de la menace du stéréotype entre les Blancs et les Afro-Américains, sans usage de covariances, en usant des matrices progressives de Raven comme tests standardisés, une des composantes aux tests de QI. Leurs résultats correspondaient alors aux trouvailles de Steele & Aronson (1995), où les différences de résultats semblaient disparaître lorsque la menace du stéréotype était évitée.
Pour Arthur R. Jensen, la théorie de la menace du stéréotype invoque un mécanisme supplémentaire pour expliquer des effets qui peuvent être, selon lui, expliqués par d'autres théories bien connues et bien établies, telles que l'anxiété du test et surtout la loi de Yerkes et Dodson De l'avis de Jensen, les effets attribués à la menace du stéréotype pourraient simplement refléter « l'interaction du niveau de capacité avec l'anxiété du test en fonction de la complexité du test ». En réponse, Diamond et al. affirment que « un des problèmes de la loi de Yerkes-Dodson est qu'elle invoque une distinction mal définie entre les tâches « simples » et les tâches « complexes ». Ils ajoutent:« Yerkes et Dodson ont produit une distinction contestable la plus souvent citée mais la plus souvent non lue de l'histoire de la science ».
En 2009, Wei a examiné des tests en conditions réels sur une large population (plutôt que des évaluations de laboratoire avec une validité externe discutable) et a trouvé une menace de stéréotype envers les femmes inversé : une question assignée au hasard a effectivement augmenté les scores des étudiantes de 0,05 écart-type. Une expérience antérieure avec les examens Advanced Placement exams n'a trouvé aucun effet qui soit « significatif aux conséquences réelles », mais un effet « statistiquement significatif ».
Gijsbert Stoet et David C. Geary ont examiné les preuves justifiant le concept de la menace stéréotypée et notamment des écarts de réussite en mathématiques entre les hommes et les femmes. Ils ont conclu que les recherches sur les stéréotypes comportaient de nombreux problèmes méthodologiques, comme l'absence de groupes de contrôle, et que la littérature sur les menaces stéréotypées était faussement présentée comme « prouvée ». Ils ont conclu que les preuves avancées étaient très faibles.

### Biais de publication
L'ampleur et la nature de l'effet de menace de stéréotype a également été remis en question. Flore et Wicherts ont conclu que l'effet rapporté est faible, mais aussi que son importance est artificiellement augmentée par un biais de publication, pour expliquer les différences de résultat entre les sexes. Ils soutiennent que, après correction du biais, les effets de la menace de stéréotype étaient plus probablement proches de zéro dans ce cas.

Des méta-analyses antérieures ont abouti à des conclusions similaires. Par exemple, Ganley et al. (2013) ont examiné la menace de stéréotype sur les performances des tests en mathématiques. Ils rapportent une série de 3 études, avec un échantillon total de 931 étudiants. Parmi les étudiants se trouvaient des enfants ainsi que des adolescents et trois méthodes d'activation, allant de l'implicite à l'explicite. Bien qu'ils aient trouvé des preuves de différences entre les sexes en mathématiques, ces effets s'étaient produits indépendamment de la menace de stéréotype. Fait important, les chercheurs n'ont pu trouver « aucune preuve que la performance en mathématiques des filles d'âge scolaire ait été affectée par la menace du stéréotype ». En outre, ils signalent que les preuves de la menace de stéréotype chez les enfants semblent faire l'objet de biais de publication. La littérature donne une grande importance à des publications prouvant des effets faussement positifs dans des études insuffisantes, alors que de grandes études similaires bien contrôlées trouvent des effets plus petits voire non significatifs.
« des résultats non significatifs ont presque toujours été rapportés dans un article mis à part quelques effets de menace de stéréotype significatifs trouvés soit à un autre âge (Ambady et al., 2001, Muzzatti & Agnoli, 2007), soit seulement chez certains étudiants (Keller, 2007), soit sur certains items particulier ( Keller, 2007, Neuville et Croizet, 2007) ou dans certains contextes (Huguet et Regner, 2007, étude 2, Picho et Stephens, 2012, Tomasetto et al., 2011). Fait important, aucune des trois études non publiées n'a montré un effet de menace de stéréotype. Cette observation suggère la possibilité d'un biais de publication. Le biais de publication fait référence au fait que les études présentant des résultats nuls ne sont souvent pas rédigées en vue d'une publication ou bien ne sont pas acceptées pour publication (Begg, 1994). »
 Toutefois, de plus récentes études, comme celle d'Isabelle Régner & al. (2016) montre que l'effet fonctionnerait bien pour des étudiantes faisant déjà preuve de hautes performances, les résultats s'inversant entre les deux sexes une fois désactivation de l'effet, résultats corroborant avec les trouvailles de Steele (1997).
Également, d'autres études tentent à prouver que l'effet fonctionnerait bien chez les filles en mathématiques en prenant en compte d'autres modérateurs. Notamment, comme dans l'étude de Carlo Tomasetto, Mara Cadinu et Francesca Romana Alparone (2011), avec l’acceptation du stéréotype par la mère, où lorsque celle-ci n'y adhère pas, les filles sujettes à la menace du stéréotype ramènent les mêmes résultats que les filles n'y étant pas sujettes, à l'inverse des cas où celle-ci y adhère, où l'effet se dévoile alors bien et significativement ; ou comme dans l'étude de Bettina J. Casad, Patricia Hale et Faye L. Wachs (2017) avec l'effet de menace de stéréotype ayant des répercussions différentes suivant le contexte d'apprentissage des mathématiques pour les filles, les performances en mathématiques étant diminuées pour les filles étudiant dans des classes d’excellence et étant améliorées pour les filles étudiant dans des classes dites "classiques". Résultat corroborant avec les trouvailles de Régner & al (2016) pour la dernière étude.
Enfin, des études tentent à montrer que l'absence de changement significatif dans les résultats à des tests standardisés dans certaines études seraient dues à la présence de biais de mesures dans celles-ci, comme avec l'octroiement de mesures d'anxiété, d’identification ethnique, ainsi que des questions démographiques concernant l'ethnie et le sexe des participants, avant test, compromettant la réduction de l'effet de menace du stéréotype, pour l'étude de McKay, Doverspike, Bowen-Hilton, et Martin (2002) ; ou l'octroiement de seulement 20 minutes aux participants pour compléter le test, alors que celui-ci requiert habituellement 40 minutes, augmentant la difficulté de l'exercice, compromettant également la réduction de l'effet de menace du stéréotype, pour l'étude de David M. Mayer et Paul J. Hanges (2003). Ces biais de mesures ont été identifiés et supprimés par Ryan P. Brown et Eric Anthony Day (2006), étant par ailleurs arrivés aux mêmes conclusions que Steele et Aronson (1995).